# ریپهم، لینکلن‌شر
ریپهم (به انگلیسی: Reepham) یک روستا و محله مدنی در بریتانیا است که در West Lindsey واقع شده‌است. ریپهم ۹۱۵ نفر جمعیت دارد.